# Tine Sundtoft
Kristine "Tine" Sundtoft, född 19 april 1967 i Lillesand, är en norsk politiker i Høyre. Hon var miljöminister respektive klimat- och miljöminister i Solbergregeringen från 16 oktober 2013 till 16 december 2015. Sundtoft var stortingsersättare från Aust-Agder 1989-1993.